# Дуранте, Джимми
Джеймс Фрэнсис «Джимми» Дуранте (англ. James Francis "Jimmy" Durante, 10 февраля 1893 — 29 января 1980) — американский певец, пианист, комик и актёр. Его грубый, резкий голос, нью-йоркский акцент, юмор, джазовые композиции и выступающий нос сделали его одним из самых известных и популярных личностей Америки в 1920—1970 годах. Из-за его носа, его часто называли Schnozzola (с языка идиш schnoz переводится как нос), это слово стало его прозвищем.

## Ранняя жизнь
Джеймс Дуранте родился на востоке Нью-Йорка. Он был младшим из четырёх детей в семье Розы Лентино и парикмахера Бартоломео Дуранте, — оба были иммигрантами из итальянского Салерно. Молодой Джимми служил министрантом в Римской католической церкви Св. Малаха, известной как часовня актёра.
Дуранте покинул школу после восьмого класса и пошёл на работу на полный рабочий день, чтобы помочь своей семье. Он играл на пианино в жанре регтайм со своим двоюродным братом, которого тоже звали Джимми Дуранте, но сильно его превосходил. Разойдясь со своим кузеном, Джеймс продолжил выступать в городских барах и получил прозвище «Регтайм Джимми». Вскоре ему удалось вступить в одну из самых известных джаз-групп в Нью-Йорке Original New Orleans Jazz Band, участники которой, исключая его самого, были из Нового Орлеана. Номера группы сопровождались комическими действиями Дуранте. В 1920 году группа была переименована в Jimmy Durante’s Jazz Band.
25 июня 2019 года журнал «New York Times» включил Джимми Дуранте в список сотни артистов, чей материал был уничтожен во время пожара на студии Universal 2008 года.

## Радио
10 сентября 1933 года Джимми Дуранте появился на радиошоу Эдди Кантора на канале NBC, которое называлось The Chase and Sanborn Hour. 12 ноября Кантор покинул шоу, а Дуранте вскоре перешёл на The Jumbo Fire Chief Program (1935—1936).
Дуранте совместно с Гарри Муром выступил на шоу The Durante-Moore Show в 1943 году, после чего его аудитория значительно увеличилась. Оставшуюся часть десятилетия их дуэт был одним из самых любимых в стране, а их совместное выступление на «Armed Forces Radio Network» с Фрэнком Синатрой и в наши высоко ценится коллекционерами радиошоу. Мур покинул дуэт в середине 1947 года, и с 1 октября программа стала называться Шоу Джимми Дуранте. Так продолжалось больше 3 лет.